# Cincinnati Bengals 2023
La stagione 2023 dei Cincinnati Bengals è stata la 56ª della franchigia, la 54ª nella National Football League, la quinta con Zac Taylor come capo-allenatore La squadra non riuscì a migliorare il bilancio di 12–4 della stagione precedente dopo una sconfitta per 34–20 nella settimana 11 contro i Baltimore Ravens. Con una sconfitta nel penultimo turno contro i Kansas City Chiefs, i Bengals furono eliminati dalla corsa ai playoff per la prima volta dal 2020.
Dopo avere già faticato iniziando con un record di 5-4, i Bengals subirono un colpo critico nella settimana 11 quando persero il loro quarterback Joe Burrow per tutta la stagione per un infortunio al polso. Malgrado ciò, la sua riserva Jake Browning superò le aspettative, guidando i Bengals alla terza stagione consecutiva con più vittorie che sconfitte grazie alla vittoria per 31-14 sui Browns nell'ultimo turno. Ciò portò tutte le squadre della NFC North a terminare con più vittorie che sconfitte, la prima volta che accadde nella NFL dal 1935.

## Scelte nel Draft 2023
| Scelte dei Bengals nel Draft 2023 |        |                                    |                                    |                                    |                                    |
| Giro                              | Scelta | Giocatore                          | Ruolo                              | College                            | Note                               |
| 1                                 | 28     | Myles Murphy                       | Defensive end                      | Clemson                            |                                    |
| 2                                 | 60     | D.J. Turner                        | Cornerback                         | Michigan                           |                                    |
| 3                                 | 92     | Scambiata con i Kansas City Chiefs | Scambiata con i Kansas City Chiefs | Scambiata con i Kansas City Chiefs | Scambiata con i Kansas City Chiefs |
| 3                                 | 95     | Jordan Battle                      | Safety                             | Alabama                            | Dai Kansas City Chiefs             |
| 4                                 | 131    | Charlie Jones                      | Wide receiver                      | Purdue                             |                                    |
| 5                                 | 163    | Chase Brown                        | Running back                       | Illinois                           |                                    |
| 6                                 | 206    | Andrei Iosivas                     | Wide receiver                      | Princeton                          |                                    |
| 6                                 | 217    | Brad Robbins                       | Punter                             | Michigan                           | Dai Kansas City Chiefs             |
| 7                                 | 246    | D.J. Ivey                          | Cornerback                         | Miami                              |                                    |

## Staff
| Staff dei Cincinnati Bengals |
| --- |
| Organi dirigenziali - Presidente/General Manager – Mike Brown - Vice presidente esecutivo – Katie Blackburn - Vice presidente – Troy Blackburn - Vice presidente del personale dei giocatori – Paul Brown Jr. - Direttore del personale professionistico – Duke Tobin - Dirigente del personale – Bill Tobin - Dirigente del personale senior – Trey Brown - Direttore degli osservatori del college – Mike Potts - Direttore degli osservatori dei professionisti – Steven Radicivec Capo allenatore - Zac Taylor - Assistente c.a./coordinatore special team – Darrin Simmons Altri allenatori - Preparatore atletico – Joey Boese - Assistente p.a. – Todd Hunt - Assistente p.a. – Garrett Swanson Allenatori dell'attacco - Coordinatore offensivo – Brian Callahan - Quarterback – Dan Pitcher - Assistente quarterback – Brad Kragthorpe - Running back – Justin Hill - Wide receiver – Troy Walters - Tight end – James Casey - Offensive line/coordinatore gioco sulle corse – Frank Pollack - Assistente offensive line – Derek Frazier - Assistente attacco – Fredi Knighten Allenatori della difesa - Coordinatore difensivo – Lou Anarumo - Defensive line – Marion Hobby - Linebacker – James Bettcher - Assistente linebacker – Jordan Kovacs - Linea secondaria/cornerback – Charles Burks - Linea secondaria/safety – Robert Livingston - Assistente difesa senior – Mark Duffner - Controllo qualità difesa – Louie Cioffi Allenatori dello special team - Assistente special team – Colt Anderson |

## Roster
| Roster dei Cincinnati Bengals |
| --- |
| Quarterback - 6 Jake Browning - 9 Joe Burrow Running Back - 30 Chase Brown - 25 Chris Evans - 28 Joe Mixon - 32 Trayveon Williams Wide Receiver - 83 Tyler Boyd - 1 Ja'Marr Chase - 5 Tee Higgins - 80 Andrei Iosivas - 16 Trenton Irwin - 15 Charlie Jones Tight End - 89 Drew Sample - 81 Irv Smith Jr. - 84 Mitchell Wilcox Offensive Linemen - 75 Orlando Brown Jr. T - 65 Alex Cappa G - 79 Jackson Carman T - 61 Cody Ford T - 63 Trey Hill C - 64 Ted Karras C - 74 Max Scharping G - 70 D'Ante Smith T - 67 Cordell Volson G - 73 Jonah Williams T Defensive Linemen - 95 Zachary Carter DT - 91 Trey Hendrickson DE - 92 B.J. Hill DT - 94 Sam Hubbard DE - 99 Myles Murphy DE - 58 Joseph Ossai DE - 98 D.J. Reader NT - 96 Cameron Sample DE - 97 Jay Tufele NT - 68 Josh Tupou NT Linebacker - 49 Joe Bachie MLB - 51 Markus Bailey MLB - 59 Akeem Davis-Gaither OLB - 57 Germaine Pratt OLB - 55 Logan Wilson MLB Defensive Back - 26 Tycen Anderson FS - 22 Chidobe Awuzie CB - 27 Jordan Battle SS - 35 Jalen Davis CB - 23 Daxton Hill FS - 21 Mike Hilton CB - 38 D.J. Ivey CB - 33 Nick Scott SS - 29 Cam Taylor-Britt CB - 20 D.J. Turner CB Special Team - 48 Cal Adomitis LS - 2 Evan McPherson K - 10 Brad Robbins P Lista delle riserve - 76 Devin Cochran T (IR) - 71 La'el Collins T (PUP) - 69 Devonnsha Maxwell DT (IR) - 53 Tautala Pesefea DT (IR) - 39 Marvell Tell CB (IR) Squadra di allenamento - 72 Domenique Davis DT - 42 Allan George CB - 66 Nate Gilliam C - 7 Will Grier QB - 93 Jeffrey Gunter DE - 50 Shaka Heyward LB - 87 Tanner Hudson TE - 12 Shedrick Jackson WR - 24 Sidney Jones CB - 60 Jaxson Kirkland G - 18 Kwamie Lassiter II WR - 17 Stanley Morgan Jr. WR - 45 Tyler Murray LB - 31 Michael Thomas FS Roster aggiornato al 1 settembre 2023 53 attivi, 5 inattivi, 14 nella squadra di allenamento |
| Legenda - I rookie sono in corsivo. - Il primo ruolo è il principale mentre gli eventuali successivi indicano i ruoli secondari. - (IR) sta per Injured Reserve ed indica la lista ristretta per un solo giocatore infortunato che può tornare ad allenarsi dopo la settimana 6 e a rientrare in prima squadra dopo che questa ha giocato 8 partite. - (NF-Inj.) / (NF-Ill.) stanno rispettivamente per Non-Football Injured e Non-Football Illness ed indicano le liste dove viene inserito un giocatore che ha un infortunio o una malattia non dipendente dal football americano. - (PUP) sta per Physically Unable to Perform ed indica la lista dove viene inserito un giocatore mentre è in attesa di recuperare la condizione fisica. Nella stagione regolare dopo la sesta partita giocata dalla propria squadra, il giocatore ha tempo tre settimane per riprendere ad allenarsi, più tre settimane aggiuntive dal suo rientro agli allenamenti per rientrare in prima squadra. |

## Precampionato
Il calendario delle gare del precampionato furono annunciante il 17 maggio 2023.
| Precampionato |           |           |                         |           |        |                       |     |         |
| Settimana     | Data      | Ora (ET)  | Avversario              | Risultato | Record | Stadio                | TV  | Sintesi |
| 1             | 11 agosto | 7:00 p.m. | Green Bay Packers       | S 19-36   | 0-1    | Paycor Stadium        | CBS | Sintesi |
| 2             | 18 agosto | 7:30 p.m. | @ Atlanta Falcons       | P 13-13   | 0-1-1  | Mercedes-Benz Stadium | CBS | Sintesi |
| 3             | 26 agosto | 1:00 p.m. | @ Washington Commanders | S 19-21   | 0-2-1  | FedEx Field           | CBS | Sintesi |

## Stagione regolare

### Calendario
Il calendario della stagione regolare 2023 fu reso noto l'11 maggio 2023. Il 30 novembre 2023 fu annunciato che la gara del quindicesimo turno si sarebbe giocata sabato 16 dicembre. Data e orario della gara di settimana 18 furono stabilite il 31 dicembre 2023, dopo lo svolgimento del diciassettesimo turno.
| Stagione regolare |                     |                     |                            |                     |                     |                          |                     |                     |
| Settimana         | Data                | Ora (ET)            | Avversario                 | Risultato           | Record              | Stadio                   | TV                  | Sintesi             |
| 1                 | 10 settembre        | 1:00 p.m.           | @ Cleveland Browns         | S 3-24              | 0-1                 | Cleveland Browns Stadium | CBS                 | Sintesi             |
| 2                 | 17 settembre        | 1:00 p.m.           | Baltimore Ravens           | S 24-27             | 0-2                 | Paycor Stadium           | CBS                 | Sintesi             |
| 3                 | 25 settembre        | 8:15 p.m.           | Los Angeles Rams (M)       | V 19-16             | 1-2                 | Paycor Stadium           | ESPN                | Sintesi             |
| 4                 | 1º ottobre          | 1:00 p.m.           | @ Tennessee Titans         | S 3-27              | 1-3                 | Nissan Stadium           | Fox                 | Sintesi             |
| 5                 | 8 ottobre           | 4:05 p.m.           | @ Arizona Cardinals        | V 34-20             | 2-3                 | State Farm Stadium       | Fox                 | Sintesi             |
| 6                 | 15 ottobre          | 1:00 p.m.           | Seattle Seahawks           | V 17-13             | 3-3                 | Paycor Stadium           | CBS                 | Sintesi             |
| 7                 | Settimana di riposo | Settimana di riposo | Settimana di riposo        | Settimana di riposo | Settimana di riposo | Settimana di riposo      | Settimana di riposo | Settimana di riposo |
| 8                 | 29 ottobre          | 4:25 p.m.           | @ San Francisco 49ers      | V 31-17             | 4-3                 | Levi's Stadium           | CBS                 | Sintesi             |
| 9                 | 5 novembre          | 8:20 p.m.           | Buffalo Bills (S)          | V 24-18             | 5-3                 | Paycor Stadium           | NBC                 | Sintesi             |
| 10                | 12 novembre         | 1:00 p.m.           | Houston Texans             | S 27-30             | 5-4                 | Paycor Stadium           | CBS                 | Sintesi             |
| 11                | 16 novembre         | 8:15 p.m.           | @ Baltimore Ravens (T)     | S 20-34             | 5-5                 | M&T Bank Stadium         | Prime Video         | Sintesi             |
| 12                | 26 novembre         | 1:00 p.m.           | Pittsburgh Steelers        | S 10-16             | 5-6                 | Paycor Stadium           | CBS                 | Sintesi             |
| 13                | 4 dicembre          | 8:15 p.m.           | @ Jacksonville Jaguars (M) | V 34-31 (DTS)       | 6-6                 | EverBank Stadium         | ESPN                | Sintesi             |
| 14                | 10 dicembre         | 1:00 p.m.           | Indianapolis Colts         | V 34-14             | 7-6                 | Paycor Stadium           | CBS                 | Sintesi             |
| 15                | 16 dicembre         | 1:00 p.m.           | Minnesota Vikings          | V 27-24 (DTS)       | 8-6                 | Paycor Stadium           | NFL Network         | Sintesi             |
| 16                | 23 dicembre         | 4:30 p.m.           | @ Pittsburgh Steelers      | S 11-34             | 8-7                 | Acrisure Stadium         | NBC                 | Sintesi             |
| 17                | 31 dicembre         | 4:25 p.m.           | @ Kansas City Chiefs       | S 17-25             | 8-8                 | Arrowhead Stadium        | CBS                 | Sintesi             |
| 18                | 7 gennaio           | 1:00 p.m.           | Cleveland Browns           | V 31-14             | 9-8                 | Paycor Stadium           | CBS                 | Sintesi             |

Note:
- Gli avversari della propria division sono in grassetto.
- Il simbolo "@" indica una partita giocata in trasferta.
- (M) indica il Monday Night Football, (T) il Thursday Night Football e (S) il Sunday Night Football.

## Premi

### Premi settimanali e mensili
- Ja'Marr Chase:

giocatore offensivo della AFC della settimana 5
- Joe Burrow:

quarterback della settimana 5
giocatore offensivo della NFC della settimana 8
- Jake Browning:

giocatore offensivo della AFC della settimana 13